# Pterolophia nobilis
Pterolophia nobilis là một loài bọ cánh cứng trong họ Cerambycidae.